# Paul Blackthorne
Paul Blackthorne (Shropshire, 5 de março de 1969) é um ator inglês de cinema, rádio e televisão. É conhecido por interpretar o Detetive Lance na série de sucesso Arrow, da emissora estadunidense The CW.

## Carreira
Apesar de ter nascido em Shropshire, Inglaterra, ele passou sua infância em bases militares britânicas na Inglaterra e na Alemanha. Blackthorne começou a carreira atuando em comerciais de TV da Inglaterra. Seu sucesso começou em um comercial feito para a Virgin Atlantic, que fez um grande sucesso. Mais tarde, também fez vários comerciais para rádio.

### Cinema
O primeiro papel de Blackthorne no cinema foi como o Capitão Andrew Russell no filme indiano Lagaan (nomeado para o Oscar de Bollywood). Ele passou seis meses estudando Hindi para fazer o papel.
Paul também estrelou em Mindcrime e no longa-metragem independente Four Corners of Suburbia (vencedor do Crossroads Film Festival (2006) na categoria "Melhor Longa-Metragem" e do Avignon Film Festival (2006) de "Melhor composição").
Os créditos cinematográficos de Blackthorne também incluem um pequeno papel em This Is Not an Exit, um papel de destaque em The Truth Game, e a interpretação de Jonas Exiler em Special, onde estrelou com Michael Rapaport.

### Televisão

#### Pequenos papéis
Em 2002, Blackthorne interpretou o Doutor Matt Slingerland em Presidio Med.
Também fez aparições notáveis como Guy Morton na série britânica Holby City, como Liam MacGregor em Peak Practice, como Doutor Jeremy Lawson em ER e como o terrorista Stephen Saunders em 24 Horas.
Blackthorne também apareceu em Medium, em Deadwood, em Monk, e em Lipstick Jungle (por duas temporadas). De 2009 a 2010, Paul fez pequenas aparições nas séries Burn Notice, Leverage, CSI: Miami, The Gates, Warehouse 13 e White Collar.

#### Principais papéis
Na série de 2007 da emissora estadunidense Syfy, The Dresden Files, Blackthorne fez o papel principal, do detetive Harry Dresden.
Blackthorne também estrelou como Clark Quitely na série da ABC The River.
Em outubro de 2012, Paul Blackthorne recebeu seu maior papel até agora, fazendo parte do elenco principal da série de sucesso Arrow, onde interpreta o Detetive Lance.

## Carreira de fotógrafo
Paul Blackthorne também é um fotógrafo talentoso. Sua exposição, Delhi to Manhattan, esteve em New York City de Abril a Junho de 2009, a fim de beneficiar as crianças tibetanas do vilarejo de Dharamsala.
Em 2001, logo após o término das filmagens de Lagaan, na Índia, a cidade onde as filmagens ocorreram foi arrasada por um terremoto, incluindo o prédio em que o elenco de Lagaan estava hospedado. Para ajudar as vítimas do terremoto, Blackthorne exibiu fotografias em um show especial em Londres.

## Filmografia

### Cinema
- Romeo Thinks Again (1998) – Romeo[7]
- The Truth Game (2001) – Dan[8]
- Lagaan: Once Upon a Time in India (2001) – Capitão Andrew Russell
- Mindcrime (2003) – Man
- Four Corners of Suburbia (2005) – Walt Samson
- Special (2006) – Jonas
- The Gold Lunch (2008) – Ex-Marido
- Justice League: Doom (2012) – John Corben/Metallo, Henry Ackerson
- Dumb and Dumber To (2014) – Médico da Sala de Emergência
- Green Arrow (fictício) - Quentin Lance

### Séries de TV
- Jonathan Creek (1999) – Gino (1 episódio, "The Eye of Tiresias")
- Rhythm & Blues (2000) – John[9]
- Holby City (2001) – Guy Morton (11 episódios)
- Presidio Med (2002–2003) – Dr. Matt Slingerland (13 episódios)
- Gramercy Park(2004) – Jack Quinn
- ER (2004) – Dr. Jeremy Lawson (5 episódios)
- 24 Horas (2004) – Stephen Saunders (10 episódios)
- Medium (2005) – Henry Stoller
- Monk (2006) - Dr. Aaron Polanski (1 episódio, "Mr. Monk and the Leper")
- The Dresden Files (2007) – Harry Dresden
- Big Shots (2007) – Terrence Hill
- Lipstick Jungle (2008–2009) – Shane Healy
- Burn Notice (2009) – Thomas O'Neil (1 episódio, "Long Way Back")
- Warehouse 13 (2010) – Larry Newly (1 episódio, "Secret Santa")
- Leverage (2010) – Tony Kadjic (2 episódios)
- CSI: Miami (2010)
- White Collar (2010)
- The Gates (2010) – Christian Harper
- The River (2012) – Clark Quitely
- CSI: Crime Scene Investigation (2012) – Professor Tom Laudner
- Necessary Roughness (2012) – Jack St. Cloud
- Arrow (2012-presente) – Detetive Quentin Lance
- Ben 10 (fictício) - Quentin Lance
- The Man Band (fictício( - Quentin Lance